# NGC 3878
NGC 3878 (również PGC 36708) – galaktyka eliptyczna (E), znajdująca się w gwiazdozbiorze Wielkiej Niedźwiedzicy. Odkrył ją John Herschel 29 kwietnia 1827 roku.